# Clara Wichmann
Clara Meijer-Wichmann (17 août 1885-15 février 1922) est une avocate germano-néerlandaise, anarchiste, pacifiste, antimilitariste, syndicaliste et féministe.

## Biographie
Clara Wichmann naît à Hambourg. Ses parents sont Arthur Wichmann et Johanna Theresa Henriette Zeise.
En 1902, elle commence à étudier la philosophie et les travaux de Georg Wilhelm Friedrich Hegel. De 1903 à 1905, elle étudie le droit. Elle devient docteur en droit en 1912. Pendant ses études et en particulier à partir de 1908, elle est active dans les mouvements féministes et elle devient anarchiste en 1918. Elle élabore une théorie du droit pénal et pour l'abolition de la prison et de la justice punitive. C'est son sujet de thèse en 1912, dans lequel elle estime que la loi pénale doit s'affranchir de la justice punitive.
En 1914, elle intègre le bureau néerlandais des statistiques. Elle y est d'abord avocate, mais est rapidement promue directrice adjointe de l'institut des œuvres sociales, et en 1919, elle succède à Jacques de Roos à la tête du département des statistiques judiciaires. Féministe radicale, elle souhaite une émancipation féminine « sociale et économique », combat l’institution pénitentiaire et engage l’individu à « vaincre ses dispositions à la compétitivité ». Elle milite également dans les milieux pacifistes.
En 1919, elle crée un comité d'action contre la conception actuelle de la punition des crimes. Elle co-fonde également le Bond van Revolutionair Socialistische Intellectuelen (« société des intellectuels socialistes révolutionnaires »). Le 21 mars 1920, elle tient un discours public dans lequel elle affirme que le crime prend racine dans l'injustice sociale, et que des relations sociales équitables feraient disparaître la quasi-intégralité des actes criminels. La même année, elle fonde la société des anarcho-communistes religieux (nl). Dans le journal de l'organisation, De Vrije Communist, elle écrit de nombreux articles.
Elle est membre de la direction de l'association pour l'amélioration du statut social et légal des femmes aux Pays-Bas (nl) et de la société néerlandaise pour le droit de vote des femmes (nl). Elle étudie également l'histoire du féminisme et co-écrit une encyclopédie sur les femmes et leurs droits de 1914 à 1918 avec Cornelia Werker-Beaujon.
En 1921, elle épouse Jonas Meijer, un objecteur de conscience pacifiste,. Le couple est proche d'Albert de Jong et de Barthélemy de Ligt.
Elle meurt en 1922, quelques heures après avoir donné naissance à Hetty Clara Passchier-Meijer.

## Postérité
Après la mort de Clara Wichmann, Jo Meijer continue à publier ses écrits. Hetty Clara devient médecin après la seconde guerre mondiale et travaille activement à la publication et à l'archivage des travaux de sa mère.
En 1987, un institut Clara Wichmann, dédié aux droits des femmes, ouvre. En 2005, l'institut étudie notamment la question de la discrimination positive, ou de la discrimination des femmes pour raisons religieuses, et de son articulation avec les traités internationaux sur l'égalité des genres.
En 2005, Ellie Smolenaars publie une biographie de l'activiste.

## Textes
- Clara Wichmann et Lou Marin (introduction et co-traduction) (trad. du néerlandais de Belgique), Textes choisis : Antimilitarisme et violence ; La fin et les moyens ; La cruauté escorte la crime et la punition ; Les fondements philosophiques du socialisme, Saint-Georges-d'Oléron, Les éditions libertaires, coll. « Désobéissances libertaires », 2016, 47 p. (ISBN 978-2-919568-76-5)